# Bergstjärnet

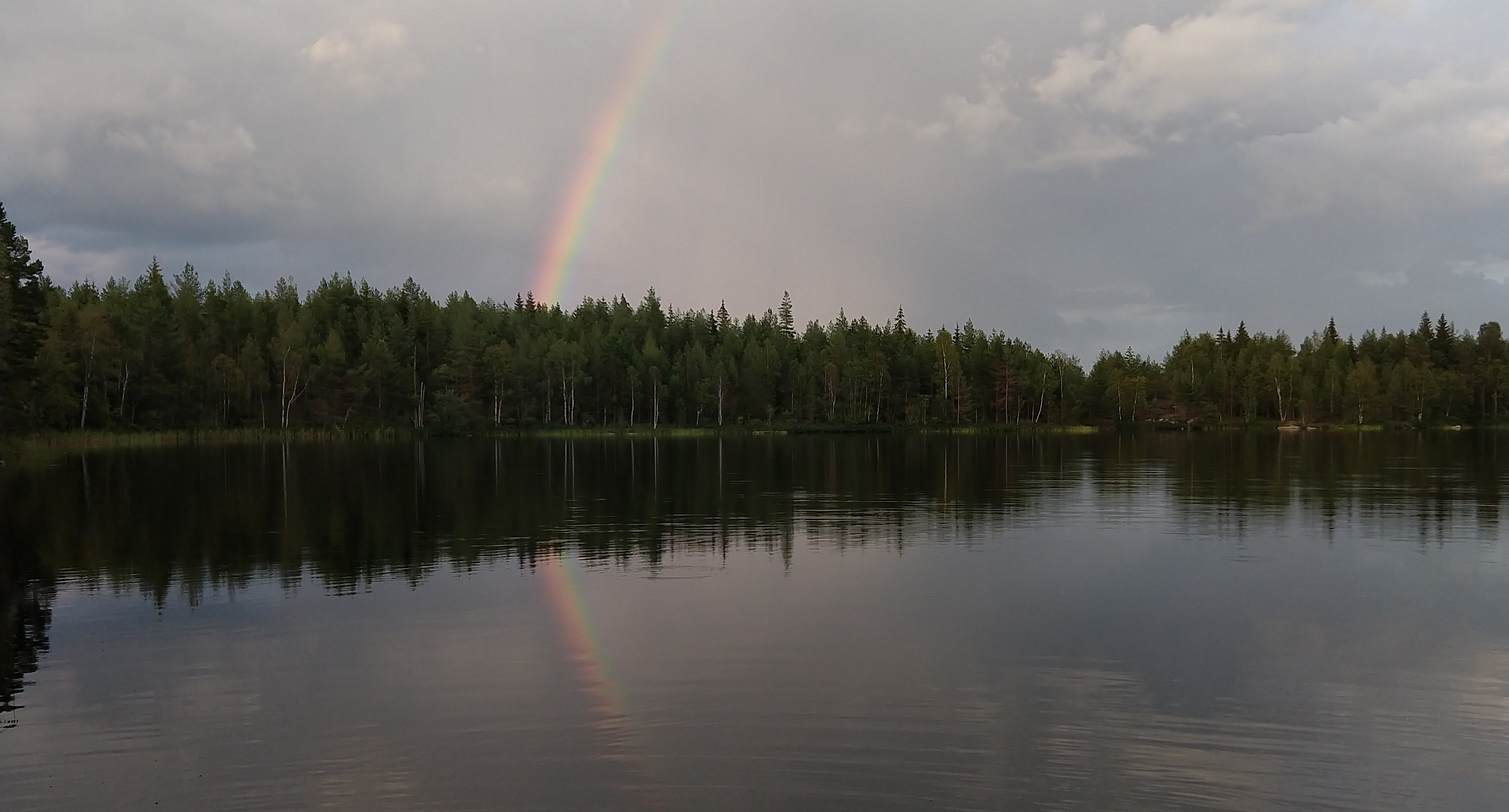
Kvällsvy över Bergstjärnet 2019-08-08

Bergstjärnet är en sjö i Åmåls kommun i Dalsland och ingår i Göta älvs huvudavrinningsområde. Sjön har en area på 0,0829 kvadratkilometer och ligger 121,5 meter över havet.

## Delavrinningsområde
Bergstjärnet ingår i det delavrinningsområde (655142-132034) som SMHI kallar för Mynnar i Åmålsån. Medelhöjden är 95 meter över havet och ytan är 20,32 kvadratkilometer. Det finns inga avrinningsområden uppströms utan avrinningsområdet är högsta punkten. Nygårdsbäcken som avvattnar avrinningsområdet har biflödesordning 3, vilket innebär att vattnet flödar genom totalt 3 vattendrag innan det når havet efter 194 kilometer. Avrinningsområdet består mestadels av skog (70 procent) och jordbruk (16 procent). Avrinningsområdet har 0,18 kvadratkilometer vattenytor vilket ger det en sjöprocent på 0,9 procent.